# Nová Víska (Petrovice u Sušice)
Nová Víska je malá vesnice, část obce Petrovice u Sušice v okrese Klatovy v Plzeňském kraji. Nachází se asi 1,5 kilometru jihozápadně od Petrovic u Sušice. Je zde evidováno 7 adres. V roce 2011 zde trvale žilo deset obyvatel.
Nová Víska leží v katastrálním území Jiříčná o výměře 2,02 km².

## Historie
První písemná zmínka o vesnici pochází z roku 1416.

## Obyvatelstvo
| Rok            | 1869 | 1880 | 1890 | 1900 | 1910 | 1921 | 1930 | 1950 | 1961 | 1970 | 1980 | 1991 | 2001 | 2011 | 2021 |
| -------------- | ---- | ---- | ---- | ---- | ---- | ---- | ---- | ---- | ---- | ---- | ---- | ---- | ---- | ---- | ---- |
| Počet obyvatel | 69   | 59   | 48   | 38   | 35   | 34   | 33   | 16   | 22   | 19   | 19   | 23   | 14   | 10   | 9    |
| Počet domů     | 7    | 7    | 7    | 6    | 6    | 6    | 6    | 6    | 6    | 4    | 5    | 5    | 5    | 5    | 5    |

## Obecní správa
Při sčítání lidu v letech 1850–1959 Nová Víska byla osadou obce Jiřičná v okrese Sušice. Od roku 1960 je částí obce Petrovice u Sušice v okrese Klatovy.